# Calcio in Angola
Il calcio in Angola era praticato e seguito fin dagli anni cinquanta quando ancora era colonia portoghese. Si hanno, di quel periodo, notizie frammentarie di tornei non ufficiali. Nel 1957 vince il Ferroviário de Luanda. Nel 1959 il Recreativo da Catumbela. Tra il 1965 ed il 1968 l'Atlético de Luanda vince 4 titoli. Nel 1969, 1970 e 1971 seguono 3 titoli consecutivi dell'Independente Sport Clube di Porto Alexandre. Nel 1972 la vittoria finale va allo Sport Nova Lisboa e nel 1973 al Futebol Clube do Moxico di Luena.

## La Federazione nazionale
La FAF (Federação Angolana de Futebol) nasce il 9 agosto 1978 ed ha la sua sede nella città di Luanda. Nel 1980 avviene l'affiliazione alla CAF ed alla FIFA.